# Полет (Любич)
Футбольний клуб Полет (Любич) або просто Полет (серб. Фудбалски клуб Полет Љубић) — професійний сербський футбольний клуб з селища Любич поблизу міста Чачак. Зараз команда виступає в Сербській лізі Захід.

## Історія
Футбольний клуб «Полет» було засновано в 6 червня 1937 році в селищі Любич. З моменту свого заснування він виступав у нижчих футбольних лігах югославського чемпіонату. Одним з найбільших успіх в історії команди стала участь в сезоні 2001/02 років у Першій лізі чемпіонату Сербії.